# Ostracytoksyna
Ostracytoksyna, pahutoksyna – neurotoksyna wytwarzana przez ryby z rodziny kosterowatych (Ostraciidae). Jest hemolityczną, bezbiałkową i silnie toksyczną dla różnych ekosystemów trucizną. Ogólnymi właściwymi przypomina toksyny wydzielane przez strzykwy i niewielkie organizmy morskie powodujące zakwit wody. Jest produkowana przez gruczoły znajdujące się w naskórku i wydzielana pod wpływem nacisku.